# Rangkas jezik
Rangkas jezik (ISO 639-3: rgk), jezik naroda Rangkas jezično asimiliranih od dominantnijeg naroda Kumaoni. Govorio se na području nepalske zone Mahakali. Bio je srodan jezicima darmiya [drd], chaudangsi [cdn] i byangsi [bee] s kojima je činio tibetsko-burmansku podskupinu almorskih jezika.
Pripadnici etničke grupe danas žive poglavito u indijskom distriktu Pithoragarh u tahsilima Darchula i Munsyari.

## Vanjske poveznice
- Ethnologue (14th)
- Ethnologue (15th)